# Erp von Verden
Erp (Adelperio/Albertus) von Verden († 19. Februar 994), wohl aus dem Hause der Erponen, war von 976 bis 993 Bischof von Verden.
Erp war Dompropst in Bremen, als er 976 auf Empfehlung des Erzbischofs Adaldag von Hamburg-Bremen, eines Verwandten der Billunger, zum Bischof von Verden bestellt wurde. Diese Intervention zugunsten seines Domkanonikers verdeutlicht, welches Interesse die Billunger an der ihnen genehmen Besetzung des Verdener Bischofsstuhls hatten. Die beiden unmittelbaren Vorgänger Erps, die Bischöfe Amelung (933–962) und Brun (962–976), waren beide aus dem Hause der Billunger, und das Bistum kann in dieser Zeit beinahe als ein Hausbistum dieser Familie betrachtet werden.